# Liste der Naturschutzgebiete in Prag

Lage von Prag in Tschechien

Die Liste der Naturschutzgebiete in Prag umfasst kleinflächige geschützte Gebiete in der Landeshauptstadt Prag, Tschechien. Aufgenommen sind alle offiziell ausgewiesenen Naturreservate und Naturdenkmäler nach dem „Gesetz zum Schutz der Natur und der Landschaft 114/1992“ (Stand November 2009).
Für eine Gesamtübersicht siehe die Liste der Naturschutzgebiete in Tschechien.

## Naturreservate
| Name                     | Gründung | Größe [ha] | Beschreibung                                | Ansicht |
| ------------------------ | -------- | ---------- | ------------------------------------------- | ------- |
| Divoká Šárka             | 1964     | 25,35      | Bewaldete Schlucht des Baches Šárecký potok |         |
| Homolka                  | 1982     | 13,43      |                                             |         |
| Chuchelský háj           | 1982     | 19,78      |                                             |         |
| Klánovický les - Cyrilov | 1982     | 396,87     |                                             |         |
| Klapice                  | 1988     | 16,17      |                                             |         |
| Mýto                     | 1988     | 17,48      |                                             |         |
| Podhoří                  | 1982     | 8,45       |                                             |         |
| Prokopské údolí          | 1979     | 101,53     |                                             |         |
| Radotínské údolí         | 1950     | 130,24     |                                             |         |
| Slavičí údolí            | 1988     | 38,30      |                                             |         |
| Staňkovka                | 1988     | 44,47      |                                             |         |
| Šance                    | 1982     | 116,81     |                                             |         |
| Údolí Únětického potoka  | 1988     | 62,13      |                                             |         |
| V pískovně               | 1988     | 7,66       |                                             |         |
| Vinořský park            | 1982     | 34,07      |                                             |         |

## Nationale Naturdenkmäler
| Name               | Gründung | Größe [ha] | Beschreibung                                         | Ansicht |
| ------------------ | -------- | ---------- | ---------------------------------------------------- | ------- |
| Barrandovské skály | 1982     | 11,57      |                                                      |         |
| Cikánka I          | 1988     | 4,55       |                                                      |         |
| Černé rokle        | 1970     | 13,26      |                                                      |         |
| Dalejský profil    | 1982     | 23,78      |                                                      |         |
| Letiště Letňany    | 2005     | 50,99      | Flugplatz mit einer Kolonie des Europäischen Ziesels |         |
| Lochkovský profil  | 1988     | 39,14      |                                                      |         |
| Požáry             | 1982     | 3,50       |                                                      |         |
| U Nového mlýna     | 1982     | 12,70      |                                                      |         |

## Naturdenkmäler
| Name                        | Gründung | Größe [ha] | Beschreibung                                             | Ansicht |
| --------------------------- | -------- | ---------- | -------------------------------------------------------- | ------- |
| Baba                        | 1982     | 7,33       | Felsen im Šárka-Tal                                      |         |
| Bažantnice v Satalicích     | 1951     | 15,68      |                                                          |         |
| Bílá skála                  | 1988     | 7,65       |                                                          |         |
| Bohnické údolí              | 1982     | 4,59       |                                                          |         |
| Branické skály              | 1968     | 9,08       |                                                          |         |
| Cihelna v Bažantnici        | 1988     | 4,38       |                                                          |         |
| Cikánka II                  | 1988     | 0,10       |                                                          |         |
| Ctirad                      | 1988     | 6,44       |                                                          |         |
| Čimické údolí               | 1968     | 10,82      |                                                          |         |
| Dolní Šárka                 | 1982     | 6,05       | Unterer Abschnitt des Šárka-Tales                        |         |
| Havránka                    | 1982     | 4,20       |                                                          |         |
| Housle                      | 1982     | 3,82       | Schlucht nördlich des Šárka-Tales, geologische Lokalität |         |
| Hrnčířské louky             | 1988     | 29,53      |                                                          |         |
| Hvížďalka                   | 1988     | 1,31       |                                                          |         |
| Cholupická bažantnice       | 1982     | 13,78      |                                                          |         |
| Chvalský lom                | 1988     | 2,02       |                                                          |         |
| Jabloňka                    | 1968     | 1,26       |                                                          |         |
| Jenerálka                   | 1968     | 1,51       | Felsenkuppe im Šárka-Tal, geologische Lokalität          |         |
| Kalvarie v Motole           | 1982     | 3,71       |                                                          |         |
| Královská obora             | 1988     | 90,89      |                                                          |         |
| Krňák                       | 1988     | 26,56      |                                                          |         |
| Ládví                       | 1982     | 0,66       |                                                          |         |
| Letenský profil             | 1988     | 0,44       |                                                          |         |
| Lítožnice                   | 1988     | 27,99      |                                                          |         |
| Meandr Botiče               | 1968     | 6,70       |                                                          |         |
| Milíčovský les a rybníky    | 1988     | 93,29      |                                                          |         |
| Modřanská rokle             | 1988     | 124,88     | Bewaldetes Kerbtal von geologischer Bedeutung            |         |
| Motolský ordovik            | 1988     | 0,20       |                                                          |         |
| Nad mlýnem                  | 1968     | 3,91       | Felsenhang im Šárka-Tal                                  |         |
| Nad závodištěm              | 1988     | 22,28      |                                                          |         |
| Obora Hvězda                | 1988     | 84,15      |                                                          |         |
| Obora v Uhříněvsi           | 1982     | 34,85      |                                                          |         |
| Okrouhlík                   | 1982     | 0,58       |                                                          |         |
| Opatřilka - Červený lom     | 1982     | 8,20       |                                                          |         |
| Opukový lom Přední Kopaniny | 1988     | 1,94       |                                                          |         |
| Orthocerový lůmek           | 1977     | 0,50       |                                                          |         |
| Pecka                       | 1988     | 1,20       |                                                          |         |
| Petřínské skalky            | 1988     | 10,55      |                                                          |         |
| Pitkovická stráň            | 1969     | 0,51       |                                                          |         |
| Počernický rybník           | 1988     | 41,76      |                                                          |         |
| Pod školou                  | 1988     | 2,46       |                                                          |         |
| Pod Žvahovem                | 1968     | 0,50       |                                                          |         |
| Podbabské skály             | 1982     | 0,84       |                                                          |         |
| Podolský profil             | 1988     | 2,75       |                                                          |         |
| Pražský zlom                | 1988     | 0,36       |                                                          |         |
| Prosecké skály              | 1968     | 2,33       |                                                          |         |
| Radotínské skály            | 1988     | 28,30      |                                                          |         |
| Rohožník - lom v Dubči      | 1988     | 3,45       |                                                          |         |
| Salabka                     | 1982     | 0,85       |                                                          |         |
| Sedlecké skály              | 1982     | 7,48       |                                                          |         |
| Skalka                      | 1968     | 9,82       |                                                          |         |
| Střešovické skály           | 1968     | 2,51       |                                                          |         |
| Trojská                     | 1982     | 1,28       |                                                          |         |
| U branického pivovaru       | 1988     | 0,54       |                                                          |         |
| U Hájů                      | 1982     | 6,63       |                                                          |         |
| U závisti                   | 1988     | 0,71       |                                                          |         |
| Údolí Kunratického potoka   | 1988     | 151,99     |                                                          |         |
| V hrobech                   | 1988     | 1,31       |                                                          |         |
| Velká skála                 | 1968     | 1,80       |                                                          |         |
| Vidoule                     | 1988     | 6,69       |                                                          |         |
| Vizerka                     | 1988     | 3,09       | Hang im Šárka-Tal                                        |         |
| Xaverovský háj              | 1982     | 97,23      |                                                          |         |
| Zámky                       | 1982     | 5,23       |                                                          |         |
| Zlatnice                    | 1968     | 3,27       | ehemalige Heide im Šárka-Tal                             |         |
| Zmrzlík                     | 1988     | 16,35      |                                                          |         |
| Železniční zářez            | 1988     | 0,55       |                                                          |         |